# ألكسيوس الأول كومنينوس

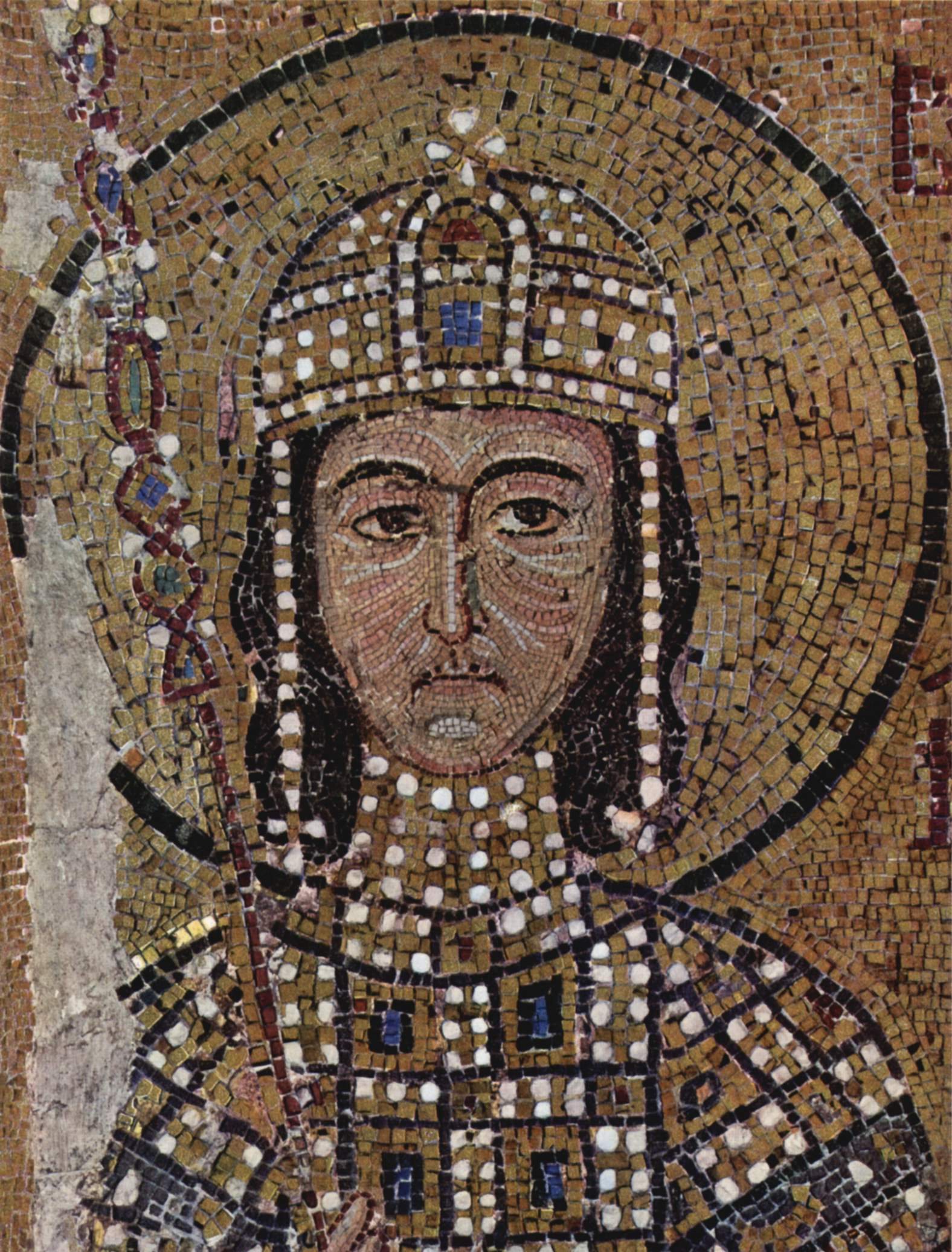
أليكسيوس الاول كومنينوس 1048 - 1118

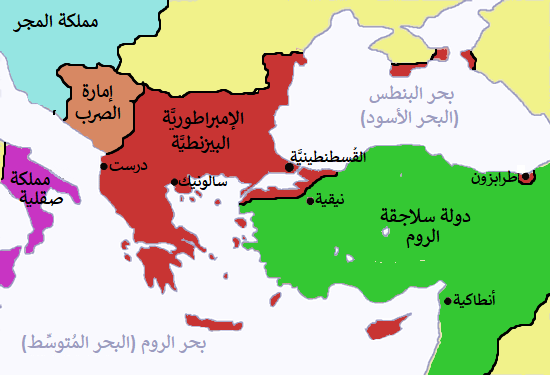
حدود الإمبراطورية البيزنطية سنة 1081

ألكسيوس الأول كومنينوس (باليونانية: Ἀλέξιος Κομνηνός، نحو 1048 – 15 أغسطس 1118)، (باللاتينية: Alexius I Comnenus)، إمبراطور بيزنطة منذ عام 1081 وحتى عام 1118. على الرغم من أنه لا يعتبر من مؤسسي السلالة الكومنينية، فإن السلالة في فترة حكمه كانت في أوج قوتها. بعد توليه حكم إمبراطورية على وشك الانهيار وتواجه إبان فترة حكمه حربًا متواصلة ضد كل من الأتراك السلاجقة في الأناضول والنورمان الصقليين في غرب البلقان، كان ألكسيوس قادرًا على ردع الانهيار البيزنطي والبدء بمرحلة الانتعاش العسكري، والمالي، والإقليمي والتي تُعرف باسم الإصلاح الكومنيني. تُعد الإصلاحات المختلفة التي استهل بها ألكسيوس حجر الأساس لهذا الانتعاش. كانت المناشدات التي يرسلها لأوروبا الغربية بُغية مساعدته في حربه ضد الأتراك السبب الذي ساهم على الأرجح في الدعوة للحملات الصليبية.

## حياته
كان ألكسيوس نجلًا للدمستق جون كومنينوس ولآنا دالاسين، وابن أخ الإمبراطور البيزنطي إسحق كومنينوس (خلال الفترة بين عامي 1057 و 1059). رفض والد ألكسيوس العرش بعد تنازل إسحاق، والذي خلفه أربعة أباطرة من سلالات أخرى بين عامي 1059 و 1081. في عهد أحد هؤلاء الأباطرة، رومانوس الرابع ديوجينيس (1067-1071)، حارب ألكسيوس بشجاعة ضد الأتراك السلاجقة. في عهد ميخائيل السابع دوكاس بارابيكانيس (1071-1078) ونقفور الثالث بوتانياتيس (1078-1081)، كان يحارب أيضًا، برفقة شقيقه الأكبر إسحاق ضد المتمردين في الأناضول، وتراقيا، وإبيروس.
في عام 1074، حصل تمرد للمرتزقة الغربيين في الأناضول وكان وراءه روسيل دي بيليل، إلا أن ألكسيوس نجح في قمعه بحلول عام 1076. في عام 1078، عيّنه نقفور الثالث قائدًا للجيش الميداني في الغرب. بهذه الكفاءة، قمع ألكسيوس التمردات التي كانت تحصل ضد نقفور برانيوس الأكبر (الذي تزوج ابنه أو حفيده لاحقًا من ابنة ألكسيوس آنا) ونقفور باسيليكز، والتي كان أولها في معركة كالافري وأخرها في غارة ليلية مفاجئة على معسكره. تلّقى ألكسيوس أُمرًا بتسيير الجيش إلى الأناضول لمحاربة شقيق زوجته نقفور ميليسينوس وما كان منه إلا أن رفض محاربة نسيبه. مع ذلك، لم يؤدِ عدم إذعانه للأوامر إلى تخفيض رتبته، إذ كان هناك حاجة لألكسيوس لمواجهة الغزو المتوقع لنورمان جنوب إيطاليا بقيادة روبرت جيسكارد.

### حياته الشخصية
خلال العشرين سنة الأخيرة من حياته، فقد ألكسيوس الكثير من شعبيته. تميزت هذه السنوات بتعرض أتباع الهرطقات من البوغوميل والبيلكانيون للاضطهاد والتعذيب – كانت أحد قراراته الأخيرة أمرًا بالحرق العلني على الخشبة، لأحد زعماء طائفة البوغوميل، باسيل، الذي تورط معه بخلاف لاهوتي. على الرغم من نجاح الحملة الصليبية الأولى، اضطر ألكسيوس أيضًا لصد العديد من محاولات اعتداء السلاجقة على أرضه بين عامي 1110 و 1117.
لسنوات عديدة كان ألكسيوس تحت التأثير القوي لوالدته صاحبة النفوذ، آنا دالاسين، امرأة سياسية حكيمة بقدرات عالية، نصّبها ألكسيوس بطريقة فريدة ومخالفة للقواعد، كأوغستا بدلًا من زوجته إيرين دوكاينا، صاحبة الحق الشرعي باللقب. لم يكن شيئًا يُسعد ألكسيوس أكثر من المشاركة في التدريبات العسكرية كما تولى قيادة قواته شخصيًا كلما سمح له الأمر. على هذا الأساس، كانت والدته دالاسين القائد الفعلي للإمبراطورية أثناء غياب ألكسيوس الطويل في الحملات العسكرية: يُذكر أنها دائمًا ما كانت على خلاف مع زوجة ابنها كما تولت المسؤولية الكاملة عن تربية وتنشئة حفيدتها آنا كومنين.

## روابط خارجية
- ألكسيوس الأول كومنينوس على موقع الموسوعة البريطانية (الإنجليزية)